# Ighil Mgoun
Ighil Mgoun är ett berg i Marocko.   Det ligger i regionen Drâa-Tafilalet, i den nordöstra delen av landet, 280 km söder om huvudstaden Rabat. Toppen på Ighil Mgoun är 4 068 meter över havet.